# Шкода јети
Шкода јети (чеш. Škoda Yeti) градски је кросовер који је производила чешка фабрика аутомобила Шкода. Производио се од 2009. до 2017. године.

## Историјат
Шкода јети је компактни кросовер са петоро врата и пет седишта. Представљен је на сајму аутомобила марта 2009. године у Женеви. Јети је први Шкодин аутомобил у СУВ класи.
У већини земаља Европске уније, јети је доступан са три различита нивоа опреме: Experience, Ambition и Track (или Active на неким тржиштима). Међутим, у Уједињеном Краљевству је доступан у пет нивоа опреме, E, S, SE, SE Plus и Elegance. У Индији је доступан у Active, Ambition (такође и под називом Ambiente) и Elegance. Капацитет пртљажног простора креће се од 405 литара до 1.760 литара када се уклоне задња седишта. Неки модели су опремљени погоном на сва четири точка 4x4, са ручним или аутоматским мењачем.
Јети је добио 5 звездица за безбедност од стране Европског програма за оцењивање нових аутомобила (Euro NCAP). Може бити опремљен са 11 ваздушних јастука и постигао је 92% заштите за путнике од фронталног и бочног судара.
2009. године енглески магазин Топ Гир га прогласио породичним аутомобилом године. 2010. и 2011. такође је добио награду аутомобила године од енглеских магазина Auto Express и Offroad Magazine. У јуну 2011. године, произведено је 100.000 модела јети. Од 2013. године производи се и у Кини у фабрици Shangai Volkswagen (SVW), у Шангају. На сајму аутомобила у Франкфурту 2013. године представљен је редизајн модела јети.
Године 2017, јети је замењен моделима под називом карок и камик.

## Мотори
| Модел   | Запремина | Цилиндри/ вентили | Снага           | Мењачи                    | Погон  |
| Бензин  | Бензин    | Бензин            | Бензин          | Бензин                    | Бензин |
| ------- | --------- | ----------------- | --------------- | ------------------------- | ------ |
| 1.2 TSI | 1197 cm³  | 4/8               | 77 kW / 105 КС  | 6° мануелни, 7° аутоматик |        |
| 1.4 TSI | 1390 cm³  | 4/16              | 90 kW / 122 КС  | 6° мануелни               |        |
| 1.8 TSI | 1798 cm³  | 4/16              | 118 kW / 160 КС | 6° мануелни               | 4x4    |
| 1.8 TSI | 1798 cm³  | 4/16              | 112 kW / 152 КС | 6° аутоматик              | 4x4    |
| Дизел   |           |                   |                 |                           |        |
| 1.6 TDI | 1598 cm³  | 4/16              | 77 kW / 105 КС  | 5° мануелни               |        |
| 2.0 TDI | 1968 cm³  | 4/16              | 81 kW / 110 КС  | 5° мануелни               |        |
| 2.0 TDI | 1968 cm³  | 4/16              | 81 kW / 110 КС  | 6° мануелни               | 4x4    |
| 2.0 TDI | 1968 cm³  | 4/16              | 103 kW / 140 КС | 6° мануелни               | 4x4    |
| 2.0 TDI | 1968 cm³  | 4/16              | 103 kW / 140 КС | 6° мануелни, 6° аутоматик | 4x4    |
| 2.0 TDI | 1968 cm³  | 4/16              | 125 kW / 170 КС | 6° мануелни               | 4x4    |

## Галерија
- пре редизајна
- пре редизајна
- унутрашњост
- редизајн